# 264e régiment de chars
« 46e régiment de chars et d'automoteurs » redirige ici. Pour les unités homonymes, voir 264e régiment et 46e régiment.
Le 264e régiment de chars (russe : 264-й танковый полк) est une unité blindée soviétique de la guerre froide. Elle est créée en 1945 comme 46e régiment de chars et d'automoteurs à partir du 1455e régiment d'artillerie automotrice de la Seconde Guerre mondiale. Rattachée à la 22e division mécanisée (en), l'unité devient un régiment de chars classiques en 1957 quand la 22e division mécanisée est renommée 36e puis 193e division de chars, avant d'être dissoute en 1991.

## Historique
L'historique de l'unité remonte au 1455e régiment d'artillerie automotrice (en russe : 1455-й самоходно-артиллерийский полк). Ce régiment est formé en février-mars 1943 dans le district militaire de Moscou puis est subordonné au 9e corps de chars à partir de juin 1943. Lors de la bataille de Koursk, le régiment est détaché pour renforcer la 48e armée, puis le régiment combat avec le 9e corps jusqu'en mai 1945. Il est décoré du Drapeau rouge le 19 février 1945, après la capture des villes de Łódź, Kutno, Tomaszów, Gostynin et Łęczyca. Il reçoit le titre honorifique Барановичский (Baranovitchski) en récompense de la libération de la ville de Baranavitchy. Il est enfin décoré de l'ordre d'Alexandre Nevski le 3 mai 1945 pour la prise d'Altdamm. Équipé de canons automoteurs SU-76M,, il selon d'autres sources rééquipé avec des SU-85 et SU-122.
Le 1er novembre 1945, le 1455e régiment est transformé en 46e régiment de chars et d'automoteurs (en russe : 46-й танкосамоходный полк) et subordonné à la 22e division mécanisée. Le nouveau régiment conserve le titre honorifique Baranovitchski et le Drapeau rouge mais l'ordre d'Alexandre Nevski est remplacé par l'ordre de Souvorov.
En 1957, la 22e division mécanisée est transformée en 36e division de chars à Bobrouïsk et le régiment devient 264e régiment de chars.
La division est renommée le 11 janvier 1965 193e division de chars. En 1990, le régiment compte 31 chars T-72, huit BMP-2, deux BRM-1K, deux BTR-70, deux BMP-1KCh, deux RKhM (véhicules de défense NRBC), deux R-145BM, un PU-12, deux MP-31, un MTP-1 (ru) et 3 MTU-20. Le régiment est dissout en 1991 lorsque la 193e division de chars est réduite à une base de stockage.